# Osttimoresisch-schwedische Beziehungen
Die osttimoresisch-schwedischen Beziehungen beschreiben das zwischenstaatliche Verhältnis von Osttimor und Schweden.

## Geschichte
Während der Besetzung Osttimors durch Indonesien unterstützte in Schweden die Nichtregierungsorganisation Swedish East Timor Committee (Östtimor Kommitten) die Unabhängigkeitsbestrebungen Osttimors. In den 1990er Jahren besetzten osttimoresische Unabhängigkeitsaktivisten friedlich die schwedische Botschaft in Jakarta.
Zwischen Osttimor und Schweden wurden am 20. Mai 2002 diplomatische Beziehungen aufgenommen. Schweden hat Osttimor als eines der Kernländer für seine Entwicklungshilfe ausgewählt. Die Skandinavier beteiligten sich bei der Übergangsverwaltung der Vereinten Nationen für Osttimor (UNTAET), der Unterstützungsmission der Vereinten Nationen in Osttimor (UNMISET) und der Integrierten Mission der Vereinten Nationen in Timor-Leste (UNMIT).
Am 28. September 2015 führten Osttimors Premierminister Rui Maria de Araújo und Schwedens Premierminister Stefan Löfven bilaterale Gespräche bei den Vereinten Nationen in New York.

## Diplomatie

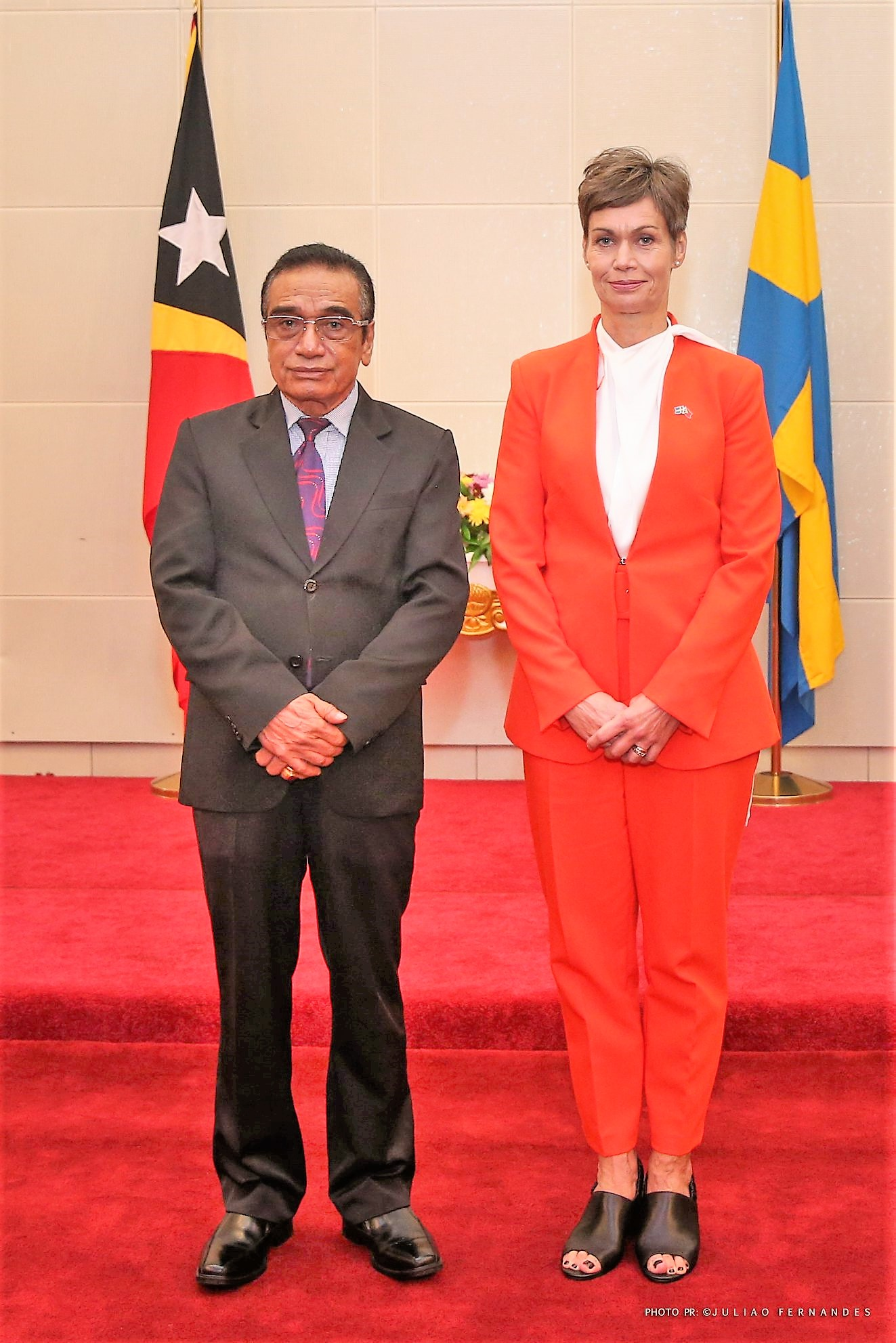
Die schwedische Botschafterin Marina Berg und Osttimors Präsident Francisco Guterres

Schweden wird in Dili durch seinen Botschafter im indonesischen Jakarta vertreten. Erster Botschafter Schwedens in Osttimor war Harald Sandberg. Seit 2023 hat Schweden ein Honorarkonsulat in Dili.
Osttimor unterhält keine diplomatische Vertretung in Schweden. Zuständig ist der osttimoresische Botschafter in Brüssel.

## Wirtschaft
Laut dem Statistischen Amt Osttimors exportierte Schweden 2018 Handelsgüter im Wert von 729.000 US-Dollar (2016: 113.000 US-Dollar) nach Osttimor. Es lag damit auf Platz 25 (2016: Platz 38) der Rangliste der Importeure Osttimors. Exporte von Osttimor nach Schweden wurden für 2016 und 2018 nicht registriert.

## Einreisebestimmungen
Staatsbürger Osttimors sind von der Visapflicht für die Schengenstaaten befreit. Auch schwedische Staatsbürger genießen Visafreiheit in Osttimor.